# Lawen
Lawen az Amerikai Egyesült Államok északnyugati részén, Oregon állam Harney megyéjében, az Oregon Route 78 mentén elhelyezkedő önkormányzat nélküli település.

## Éghajlat
A település éghajlata sztyepp (a Köppen-skála szerint BSk).

## Oktatás
Az 1918-ban megnyílt Crane Union Középiskolát 1920-ban Crane-be költöztették.

## Fordítás
- Ez a szócikk részben vagy egészben  a   Lawen, Oregon című angol Wikipédia-szócikk ezen változatának fordításán alapul.  Az eredeti cikk szerkesztőit annak laptörténete sorolja fel. Ez a jelzés csupán a megfogalmazás eredetét és a szerzői jogokat jelzi, nem szolgál a cikkben szereplő információk forrásmegjelöléseként.